# Liste der Kulturdenkmäler in Ziegenhain (Schwalmstadt)
Die folgende Liste enthält die in der Denkmaltopographie ausgewiesenen Kulturdenkmäler auf dem Gebiet des Ortsteils Ziegenhain der  Stadt Schwalmstadt, Schwalm-Eder-Kreis, Hessen.
Hinweis: Die Reihenfolge der Denkmäler in dieser Liste orientiert sich an der Anschrift, alternativ ist sie auch nach der Bezeichnung oder der Bauzeit sortierbar.
Kulturdenkmäler werden fortlaufend im Denkmalverzeichnis des Landes Hessen durch das Landesamt für Denkmalpflege Hessen auf Basis des Hessischen Denkmalschutzgesetzes (HDSchG) geführt. Die Schutzwürdigkeit eines Kulturdenkmals hängt nicht von der Eintragung in das Denkmalverzeichnis des Landes Hessen oder der Veröffentlichung in der Denkmaltopographie ab.

## Ziegenhain
| Bild                                                              | Bezeichnung                                        | Lage                                                  | Beschreibung                             | Bauzeit                            | Daten |
| ----------------------------------------------------------------- | -------------------------------------------------- | ----------------------------------------------------- | ---------------------------------------- | ---------------------------------- | ----- |
| weitere Bilder                                                    | Gesamtanlage Festung Ziegenhain                    | Lage                                                  | Wasserfestung Ziegenhain                 |                                    |       |
| Gesamtanlage Vorstadt Weichaus                                    | Gesamtanlage Vorstadt Weichaus                     | Lage                                                  |                                          |                                    |       |
| Blick auf den Schafhof von Nordwesten                             | Gesamtanlage Schafhof                              | Lage                                                  |                                          |                                    |       |
| Haus Am bunten Bock 2                                             | Haus Am bunten Bock 2                              | Am bunten Bock 2 Lage                                 |                                          |                                    |       |
| Fachwerkhaus Lüdertor 1                                           | Fachwerkhaus Am Lüdertor 1                         | Lüdertor 1 Lage                                       |                                          |                                    |       |
| Fachwerkhaus Lüdertor 2                                           | Am Lüdertor 2                                      | Lüdertor 2 Lage                                       |                                          |                                    |       |
| Fachwerkhaus Lüdertor 3                                           | Am Lüdertor 3                                      | Lüdertor 3 Lage                                       |                                          |                                    |       |
| Fachwerkhaus Lüdertor 4                                           | Am Lüdertor 4                                      | Lüdertor 4 Lage                                       |                                          |                                    |       |
| das Heinz von Lüdertor in der inneren Stadtmauer                  | Lüdertor                                           | Am Lüdertor Lage                                      |                                          |                                    |       |
| Bild gesucht BW                                                   | Bahnhof                                            | Am Nordbahnhof 2 LageFlur: 1, Flurstück: 69           | Bahnhof Ziegenhain, abgerissen           | 1878                               |       |
| Südbahnhof Ziegenhain                                             | Südbahnhof                                         | Am Südbahnhof LageFlur: 24, Flurstück: 50             | Südbahnhof                               | 1907                               |       |
| die Villa Erich-Rohde-Straße 4, vormals Am Südbahnhof             | Villa Am Südbahnhof 4                              | Erich-Rohde-Straße 4 Lage                             | Villa Am Südbahnhof 4                    |                                    |       |
| ehemalige Gaststätte, Erich-Rohde-Straße 6, vormals Am Südbahnhof | Bahnhofsgaststätte                                 | Am Südbahnhof 6 Lage                                  | Bahnhofsgaststätte                       |                                    |       |
| ehem. Fruchtspeicher Festungsstraße 2                             | ehem. Fruchtspeicher                               | Festungsstraße 2 Lage                                 | ehem. Fruchtspeicher Festungsstraße 2    |                                    |       |
| Putzhaus Am Großen Wallgraben 2                                   | Haus Am Großen Wallgraben 2                        | Am Großen Wallgraben 2 Lage                           | Putzhaus Am Großen Wallgraben 2          |                                    |       |
| zweigeschossiger Putzbau                                          | zweigeschossiger Putzbau                           | Am Kleinen Wallgraben 2 LageFlur: 19, Flurstück: 74/5 | Putzbau Am Kleinen Wallgraben 2          |                                    |       |
| Bild gesucht BW                                                   | Haus An der Grenzebach 2                           | An der Grenzebach 2 Lage                              | Zweigeschossiges verputztes Fachwerkhaus |                                    |       |
| Direkt Bild zu diesem Denkmal hochladen                           | Ehemaliger Fruchtspeicher                          | Bahnhofstraße 1                                       |                                          |                                    |       |
| Direkt Bild zu diesem Denkmal hochladen                           | Haus Bahnhofstraße 4                               | Bahnhofstraße 4                                       |                                          |                                    |       |
| Direkt Bild zu diesem Denkmal hochladen                           | Haus Bahnhofstraße 6                               | Bahnhofstraße 6                                       |                                          |                                    |       |
| Direkt Bild zu diesem Denkmal hochladen                           | Villa Bahnhofstraße 7                              | Bahnhofstraße 7                                       |                                          |                                    |       |
| Direkt Bild zu diesem Denkmal hochladen                           | Haus Bahnhofstraße 10                              | Bahnhofstraße 10                                      |                                          |                                    |       |
| Direkt Bild zu diesem Denkmal hochladen                           | Haus Bahnhofstraße 15                              | Bahnhofstraße 15                                      |                                          |                                    |       |
| Direkt Bild zu diesem Denkmal hochladen                           | Villa Bahnhofstraße 16                             | Bahnhofstraße 16                                      |                                          |                                    |       |
| Fachwerkhaus Brunnengasse 1                                       | Fachwerkhaus Brunnengasse 1                        | Brunnengasse 1 Lage                                   |                                          |                                    |       |
| Haus Hessenallee 14                                               | Haus Hessenallee 14                                | Hessenallee 14 Lage                                   |                                          |                                    |       |
| Haus Hessenallee 23                                               | Haus Hessenallee 23                                | Hessenallee 23 Lage                                   |                                          |                                    |       |
| Haus Hessenallee 30                                               | Haus Hessenallee 30                                | Hessenallee 30 Lage                                   |                                          |                                    |       |
| Haus Hessenallee 32                                               | Haus Hessenallee 32                                | Hessenallee 32 Lage                                   |                                          |                                    |       |
| das Gutshaus auf dem Schafhof                                     | Schafhof                                           | Junker-Hoose-Straße 11 Lage                           |                                          |                                    |       |
| Fachwerkhaus Kasseler Straße 3                                    | Fachwerkhaus Kasseler Straße 3                     | Kasseler Straße 3 Lage                                |                                          |                                    |       |
| Fachwerkhaus Kasseler Straße 4                                    | Fachwerkhaus Kasseler Straße 4                     | Kasseler Straße 4 Lage                                |                                          |                                    |       |
| Fachwerkhaus Kasseler Straße 5                                    | Fachwerkhaus Kasseler Straße 5                     | Kasseler Straße 5 Lage                                |                                          |                                    |       |
| Haus Kasseler Straße 6                                            | Haus Kasseler Straße 6                             | Kasseler Straße 6 Lage                                |                                          |                                    |       |
| Fachwerkhaus Kasseler Straße 12                                   | Fachwerkhaus Kasseler Straße 12                    | Kasseler Straße 12 Lage                               |                                          |                                    |       |
| Fachwerkhaus Kasseler Straße 15                                   | Fachwerkhaus Kasseler Straße 15                    | Kasseler Straße 15 Lage                               |                                          |                                    |       |
| Fachwerkhaus Kasseler Straße 17                                   | Fachwerkhaus Kasseler Straße 17                    | Kasseler Straße 17 Lage                               |                                          |                                    |       |
| Fachwerkhaus Kasseler Straße 19                                   | Fachwerkhaus Kasseler Straße 19                    | Kasseler Straße 19 Lage                               |                                          |                                    |       |
| Doppelhaus Kasseler Straße 20/22                                  | Doppelhaus Kasseler Straße 20/22                   | Kasseler Straße 20/22 Lage                            |                                          |                                    |       |
| Fachwerkhaus Kasseler Straße 21                                   | Fachwerkhaus Kasseler Straße 21                    | Kasseler Straße 21 Lage                               |                                          |                                    |       |
| Fachwerkhaus Kasseler Straße 24                                   | Fachwerkhaus Kasseler Straße 24                    | Kasseler Straße 24 Lage                               |                                          |                                    |       |
| Fachwerkhaus Kasseler Straße 25                                   | Fachwerkhaus Kasseler Straße 25                    | Kasseler Straße 25 Lage                               |                                          |                                    |       |
| Fachwerkhaus Kasseler Straße 27                                   | Fachwerkhaus Kasseler Straße 27                    | Kasseler Straße 27 Lage                               |                                          |                                    |       |
| Fachwerkhaus Kasseler Straße 28                                   | Fachwerkhaus Kasseler Straße 28                    | Kasseler Straße 28 Lage                               |                                          |                                    |       |
| Fachwerkhaus Kasseler Straße 29                                   | Fachwerkhaus Kasseler Straße 29                    | Kasseler Straße 29 Lage                               |                                          |                                    |       |
| Fachwerkhaus Kasseler Straße 35                                   | Fachwerkhaus Kasseler Straße 35                    | Kasseler Straße 35 Lage                               |                                          |                                    |       |
| Fachwerkhaus Kasseler Straße 36                                   | Fachwerkhaus Kasseler Straße 36                    | Kasseler Straße 36 Lage                               |                                          |                                    |       |
| Fachwerkhaus Kasseler Straße 45                                   | Fachwerkhaus Kasseler Straße 45                    | Kasseler Straße 45 Lage                               |                                          |                                    |       |
| Fachwerkhaus Kasseler Straße 46                                   | Fachwerkhaus Kasseler Straße 46                    | Kasseler Straße 46 Lage                               |                                          |                                    |       |
| Fachwerkhaus Kasseler Straße 49                                   | Fachwerkhaus Kasseler Straße 49                    | Kasseler Straße 49 Lage                               |                                          |                                    |       |
| Fachwerkhaus Kasseler Straße 50                                   | Fachwerkhaus Kasseler Straße 50                    | Kasseler Straße 50 Lage                               |                                          |                                    |       |
| Fachwerkhaus Kasseler Straße 52                                   | Fachwerkhaus Kasseler Straße 52                    | Kasseler Straße 52 Lage                               |                                          |                                    |       |
| Fachwerkhaus Kasseler Straße 54                                   | Fachwerkhaus Kasseler Straße 54                    | Kasseler Straße 54 Lage                               |                                          |                                    |       |
| Fachwerkhaus Kasseler Straße 55                                   | Fachwerkhaus Kasseler Straße 55                    | Kasseler Straße 55 Lage                               |                                          |                                    |       |
| Fachwerkhaus Kasseler Straße 56                                   | Fachwerkhaus Kasseler Straße 56                    | Kasseler Straße 56 Lage                               |                                          |                                    |       |
| Fachwerkhaus Kasseler Straße 57                                   | Fachwerkhaus Kasseler Straße 57                    | Kasseler Straße 57 Lage                               |                                          |                                    |       |
| Fachwerkhaus Kasseler Straße 58                                   | Fachwerkhaus Kasseler Straße 58                    | Kasseler Straße 58 Lage                               |                                          |                                    |       |
| Fachwerkhaus Kasseler Straße 59                                   | Fachwerkhaus Kasseler Straße 59                    | Kasseler Straße 59 Lage                               |                                          |                                    |       |
| Fachwerkhaus Kasseler Straße 61                                   | Fachwerkhaus Kasseler Straße 61                    | Kasseler Straße 61 Lage                               |                                          |                                    |       |
| Fachwerkhaus Kasseler Straße 63                                   | Fachwerkhaus Kasseler Straße 63                    | Kasseler Straße 63 Lage                               |                                          |                                    |       |
| Fachwerkhaus Kasseler Straße 65                                   | Fachwerkhaus Kasseler Straße 65                    | Kasseler Straße 65 Lage                               |                                          |                                    |       |
| Fachwerkhaus Kasseler Straße 66                                   | Fachwerkhaus Kasseler Straße 66                    | Kasseler Straße 66 Lage                               |                                          |                                    |       |
| Fachwerkhaus Kasseler Straße 70                                   | Fachwerkhaus Kasseler Straße 70                    | Kasseler Straße 70 Lage                               |                                          |                                    |       |
| Fachwerkhaus Kasseler Straße 72                                   | Fachwerkhaus Kasseler Straße 72                    | Kasseler Straße 72 Lage                               |                                          |                                    |       |
| Fachwerkhaus Kasseler Straße 73a                                  | Fachwerkhaus Kasseler Straße 73a                   | Kasseler Straße 73a Lage                              |                                          |                                    |       |
| Fachwerkhaus Kirchgasse 1                                         | Fachwerkhaus Kirchgasse 1                          | Kirchgasse 1 Lage                                     |                                          |                                    |       |
| Fachwerkhaus Kirchgasse 2                                         | Fachwerkhaus Kirchgasse 2                          | Kirchgasse 2 Lage                                     |                                          |                                    |       |
| ehem. Exerzierhaus Kornhausstraße 2                               | ehem. Exerzierhaus Kornhausstraße 2                | Kornhausstraße 2 Lage                                 |                                          | 1800                               |       |
| ehem. Wirtschaftsgebäude Kornhausstraße 2                         | ehem. Wirtschaftsgebäude Kornhausstraße 2          | Kornhausstraße 2 Lage                                 |                                          | zweite Hälfte des 16. Jahrhunderts |       |
| Fachwerkhaus Kornhausstraße 5                                     | Fachwerkhaus Kornhausstraße 5                      | Kornhausstraße 5 Lage                                 |                                          |                                    |       |
| Fachwerkhaus Kornhausstraße 6                                     | Fachwerkhaus Kornhausstraße 6                      | Kornhausstraße 6 Lage                                 |                                          |                                    |       |
| Fachwerkhaus Kornhausstraße 7                                     | Fachwerkhaus Kornhausstraße 7                      | Kornhausstraße 7 Lage                                 |                                          |                                    |       |
| Haus Landgraf-Philipp-Straße 1                                    | Haus Landgraf-Philipp-Straße 1                     | Landgraf-Philipp-Straße 1 Lage                        |                                          |                                    |       |
| Fachwerkhaus Landgraf-Philipp-Straße 2                            | Fachwerkhaus Landgraf-Philipp-Straße 2             | Landgraf-Philipp-Straße 2 Lage                        |                                          |                                    |       |
| Fachwerkhaus Landgraf-Philipp-Straße 3                            | Fachwerkhaus Landgraf-Philipp-Straße 3             | Landgraf-Philipp-Straße 3 Lage                        |                                          |                                    |       |
| Fachwerkhaus Landgraf-Philipp-Straße 4                            | Fachwerkhaus Landgraf-Philipp-Straße 4             | Landgraf-Philipp-Straße 4 Lage                        |                                          |                                    |       |
| Fachwerkhaus Landgraf-Philipp-Straße 5                            | Fachwerkhaus Landgraf-Philipp-Straße 5             | Landgraf-Philipp-Straße 5 Lage                        |                                          |                                    |       |
| Fachwerkhaus Landgraf-Philipp-Straße 6                            | Fachwerkhaus Landgraf-Philipp-Straße 6             | Landgraf-Philipp-Straße 6 Lage                        |                                          |                                    |       |
| Fachwerkhaus Landgraf-Philipp-Straße 7                            | Fachwerkhaus Landgraf-Philipp-Straße 7             | Landgraf-Philipp-Straße 7 Lage                        |                                          |                                    |       |
| Fachwerkhaus Landgraf-Philipp-Straße 12                           | Fachwerkhaus Landgraf-Philipp-Straße 12            | Landgraf-Philipp-Straße 12 Lage                       |                                          |                                    |       |
| der Rangenturm                                                    | Rangenturm und Reste der Stadtmauer                | Landgraf-Philipp-Straße Lage                          |                                          |                                    |       |
| Fachwerkhaus Landgraf-Philipp-Straße 16                           | Fachwerkhaus Landgraf-Philipp-Straße 16            | Landgraf-Philipp-Straße 16 Lage                       |                                          |                                    |       |
| Kriegerdenkmal an der Landgraf-Philipp-Straße                     | Kriegerdenkmal                                     | Landgraf-Philipp-Straße Lage                          |                                          |                                    |       |
| ehemaliges Landratsamt                                            | ehemaliges Landratsamt                             | Landgraf-Philipp-Straße 19 Lage                       |                                          |                                    |       |
| Villa Landgraf-Philipp-Straße 21                                  | Villa Landgraf-Philipp-Straße 21                   | Landgraf-Philipp-Straße 21 Lage                       |                                          |                                    |       |
| Eckgebäude Landgraf-Philipp-Straße 22                             | Eckgebäude Landgraf-Philipp-Straße 22              | Landgraf-Philipp-Straße 22 Lage                       |                                          |                                    |       |
| Fachwerkhaus Landgraf-Philipp-Straße 23                           | Fachwerkhaus Landgraf-Philipp-Straße 23            | Landgraf-Philipp-Straße 23 Lage                       |                                          |                                    |       |
| Villa Landgraf-Philipp-Straße 24                                  | Villa Landgraf-Philipp-Straße 24                   | Landgraf-Philipp-Straße 24 Lage                       |                                          |                                    |       |
| Gebäude Landgraf-Philipp-Straße 25                                | Gebäude Landgraf-Philipp-Straße 25                 | Landgraf-Philipp-Straße 25 Lage                       |                                          |                                    |       |
| Wohnhaus Landgraf-Philipp-Straße 26                               | Wohnhaus Landgraf-Philipp-Straße 26                | Landgraf-Philipp-Straße 26 Lage                       |                                          |                                    |       |
| ehemalige Rentnerei                                               | ehemalige Rentnerei                                | Landgraf-Philipp-Straße 27 Lage                       |                                          |                                    |       |
| Villa Landgraf-Philipp-Straße 28                                  | Villa Landgraf-Philipp-Straße 28                   | Landgraf-Philipp-Straße 28 Lage                       |                                          |                                    |       |
| Wohn- und Geschäftshaus Landgraf-Philipp-Straße 29                | Wohn- und Geschäftshaus Landgraf-Philipp-Straße 29 | Landgraf-Philipp-Straße 29 Lage                       |                                          |                                    |       |
| Gebäude Landgraf-Philipp-Straße 31                                | Gebäude Landgraf-Philipp-Straße 31                 | Landgraf-Philipp-Straße 31 Lage                       |                                          |                                    |       |
| das ehemalige Katasteramt in der Landgraf-Philipp-Straße 32       | ehem. Katasteramt                                  | Landgraf-Philipp-Straße 32 Lage                       | Art Deco                                 | 1922                               |       |
| Mühle Landgraf-Philipp-Straße 33                                  | Mühle Landgraf-Philipp-Straße 33                   | Landgraf-Philipp-Straße 33 Lage                       |                                          |                                    |       |
| der Ziegenhainer Hof in der Landgraf-Philipp-Straße 34            | Ziegenhainer Hof                                   | Landgraf-Philipp-Straße 34 Lage                       |                                          |                                    |       |
| ehemalige Wache am Postschlag                                     | ehemalige Wache am Postschlag                      | Landgraf-Philipp-Straße 36 Lage                       |                                          |                                    |       |
| Fachwerkhaus Muhlystraße 2                                        | Fachwerkhaus Muhlystraße 2                         | Muhlystraße 2 Lage                                    |                                          |                                    |       |
| Haus der Herren von Ditfurth                                      | Haus der Herren von Ditfurth                       | Muhlystraße 3 Lage                                    |                                          |                                    |       |
| Vogelisches Haus                                                  | Vogelisches Haus                                   | Muhlystraße 5 Lage                                    |                                          |                                    |       |
| Fachwerkhaus Muhlystraße 6                                        | Fachwerkhaus Muhlystraße 6                         | Muhlystraße 6 Lage                                    |                                          |                                    |       |
| Fachwerkhaus Muhlystraße 7                                        | Fachwerkhaus Muhlystraße 7                         | Muhlystraße 7 Lage                                    |                                          |                                    |       |
| Fachwerkhaus Muhlystraße 11                                       | Fachwerkhaus Muhlystraße 11                        | Muhlystraße 11 Lage                                   |                                          |                                    |       |
| Fachwerkhaus Muhlystraße 15                                       | Fachwerkhaus Muhlystraße 15                        | Muhlystraße 15 Lage                                   |                                          |                                    |       |
| Fachwerkhaus Muhlystraße 17                                       | Fachwerkhaus Muhlystraße 17                        | Muhlystraße 17 Lage                                   |                                          |                                    |       |
| Fachwerkhaus Muhlystraße 21                                       | Fachwerkhaus Muhlystraße 21                        | Muhlystraße 21 Lage                                   |                                          |                                    |       |
| Fachwerkhaus Muhlystraße 23                                       | Fachwerkhaus Muhlystraße 23                        | Muhlystraße 23 Lage                                   |                                          |                                    |       |
| weitere Bilder                                                    | Steinernes Haus                                    | Paradeplatz 1 Lage                                    |                                          |                                    |       |
| ehem. hessisches Archiv                                           | ehem. hessisches Archiv                            | Paradeplatz 2 LageFlur: 20, Flurstück: 331/13         | (g, w)                                   | 1567                               |       |
| Fachwerkhaus Paradeplatz 3                                        | Fachwerkhaus Paradeplatz 3                         | Paradeplatz 3 Lage                                    |                                          |                                    |       |
| weitere Bilder                                                    | evangelische Stadtkirche                           | Paradeplatz 4 Lage                                    |                                          |                                    |       |
| weitere Bilder                                                    | ehemaliges Schloss                                 | Paradeplatz 5 Lage                                    |                                          |                                    |       |
| Fachwerkhaus Paradeplatz 6                                        | Fachwerkhaus Paradeplatz 6                         | Paradeplatz 6 Lage                                    |                                          |                                    |       |
| Eckhaus Paradeplatz 7                                             | Eckhaus Paradeplatz 7                              | Paradeplatz 7 Lage                                    |                                          |                                    |       |
| Brunnen                                                           | Brunnen                                            | Paradeplatz                                           |                                          |                                    |       |
| Eckhaus Ratsgäßchen 1                                             | Eckhaus Ratsgäßchen 1                              | Ratsgäßchen 1 Lage                                    |                                          |                                    |       |
| Fachwerkhaus Ratsgäßchen 3                                        | Fachwerkhaus Ratsgäßchen 3                         | Ratsgäßchen 2 Lage                                    |                                          |                                    |       |
| Direkt Bild zu diesem Denkmal hochladen                           | Ehemalige Zehntscheune                             | Renthof 3                                             |                                          |                                    |       |
| Remise Steinweg 2                                                 | Remise Steinweg 2                                  | Steinweg 2 Lage                                       |                                          |                                    |       |
| Wohnhaus Steinweg 12                                              | Wohnhaus Steinweg 12                               | Steinweg 12 Lage                                      |                                          |                                    |       |
| Backsteinhaus Steinweg 43                                         | Backsteinhaus Steinweg 43                          | Steinweg 43 Lage                                      |                                          |                                    |       |
| Putzbau Steinweg 45                                               | Putzbau Steinweg 45                                | Steinweg 45 Lage                                      | (g, k)                                   | um 1900                            |       |
| weitere Bilder                                                    | Wohnhaus Wiederholdstraße 1                        | Wiederholdstraße 1 Lage                               |                                          |                                    |       |
| weitere Bilder                                                    | Wohnhaus Wiederholdstraße 3                        | Wiederholdstraße 3 Lage                               |                                          |                                    |       |
| das Fachwerkhaus Wiederholdstraße 12                              | Fachwerkhaus Wiederholdstraße 12                   | Wiederholdstraße 12 Lage                              |                                          |                                    |       |
| das Fachwerkhaus Wiederholdstraße 13                              | Fachwerkhaus Wiederholdstraße 13                   | Wiederholdstraße 13 Lage                              |                                          |                                    |       |
| das Fachwerkhaus Wiederholdstraße 13c                             | Fachwerkhaus Wiederholdstraße 13c                  | Wiederholdstraße 13c Lage                             |                                          |                                    |       |
| das Fachwerkhaus Wiederholdstraße 14                              | Fachwerkhaus Wiederholdstraße 14                   | Wiederholdstraße 14 Lage                              |                                          |                                    |       |
| das Fachwerkhaus Wiederholdstraße 15                              | Fachwerkhaus Wiederholdstraße 15                   | Wiederholdstraße 15 Lage                              |                                          |                                    |       |
| das Fachwerkhaus Wiederholdstraße 18                              | Fachwerkhaus Wiederholdstraße 18                   | Wiederholdstraße 18 Lage                              |                                          |                                    |       |
| das Fachwerkhaus Wiederholdstraße 20                              | Fachwerkhaus Wiederholdstraße 20                   | Wiederholdstraße 20 Lage                              |                                          |                                    |       |
| weitere Bilder                                                    | Fachwerkhaus Wiederholdstraße 22                   | Wiederholdstraße 22 Lage                              |                                          |                                    |       |
| Ehemaliges Rathaus der Vorstadt                                   | Ehemaliges Rathaus der Vorstadt                    | Wiederholdstraße 24 Lage                              |                                          |                                    |       |
| das Fachwerkhaus Wiederholdstraße 25                              | Fachwerkhaus Wiederholdstraße 25                   | Wiederholdstraße 25 Lage                              |                                          |                                    |       |
| Direkt Bild zu diesem Denkmal hochladen                           | von der Straße abgerückte Scheune                  | Wiederholdstraße                                      | abgerissen                               |                                    |       |
| das Fachwerkhaus Wiederholdstraße 30                              | Fachwerkhaus Wiederholdstraße 30                   | Wiederholdstraße 30 Lage                              |                                          |                                    |       |
| das Fachwerkhaus Wiederholdstraße 42                              | Fachwerkhaus Wiederholdstraße 42                   | Wiederholdstraße 42 Lage                              |                                          |                                    |       |
| Fachwerkbau Zur Schanze 2                                         | Fachwerkbau Zur Schanze 2                          | Zur Schanze 2 Lage                                    |                                          |                                    |       |